# Marta Brandão
Marta Brandão é uma arquiteta portuguesa cofundadora da MIMA Housing, uma empresa de arquitetura e construção especializada em projetos de habitação e hospitalidade, que se distingue pela simplificação e otimização de processos.
Formou-se na Faculdade de Arquitetura da Universidade do Porto (FAUP) e na École Polytechnique Fédérale de Lausanne (EPFL), na Suíça. Entre 2008 e 2012, colaborou com os arquitetos Jacques Herzog e Pierre de Meuron, em Basileia, Suíça. Em 2017, obteve o grau doutoramento na EPFL, com a tese "The Big Building: Housing and Complex Design Strategies".
Em 2014, foi distinguida com o prémio Dona Antónia na categoria Revelação, um prémio atribuído desde 1988 e que tem como propósito reconhecer mulheres que fizeram a diferença no desenvolvimento económico, social e cultural de Portugal.
Um dos projetos notáveis de Marta em colaboração com a Mimahousing é a "Casa Espigueiro"/ "Granary House" em Arouca, Portugal, que adota um estilo de "minimalismo rústico" para criar um retiro de montanha. Este projeto foi distinguido, em 2024, com o prémio Haeuser Award em Hamburgo, Alemanha.
Em paralelo com a sua prática profissional, Marta mantém uma presença ativa nas redes sociais, partilhando diariamente referências de arquitetura e arte no seu perfil de Instagram Visual Gluttony.
Desde 2019, Marta é cofundadora e diretora criativa e da marca Labase, uma marca de jóias inspirada na arquitetura e na escultura minimalista que apresenta peças em prata e ouro produzidas em Portugal.
Em 2023, Marta cofundou o Whole Women, uma associação dedicada a celebrar as conquistas de mulheres bem-sucedidas que servem como modelos de inspiração tanto para mulheres quanto para homens. O Whole Women atua como uma rede para conectar mulheres, inspirá-las mutuamente e fomentar colaborações profissionais. O evento inaugural decorreu a 9 de março de 2024, no Museu de Serralves, e contou com uma conferência de Hélène Binet, uma das fotógrafas mais renomadas do mundo.